# Болцманов мозък
Болцманов мозък се нарича мисловен експеримент, според който е по-вероятно един мозък да се образува спонтанно в нищото (с фалшива памет за своето минало), отколкото цялата Вселена да е произлязла по начина, описан в космологията. Физиците използват този мисловен експеримент като аргумент reductio ad absurdum за оценяване на съперничещи си научни теории.
За разлика от мисловните експерименти „мозък в буркан“, които се отнасят до усещанията и мислите, Болцмановите мозъци се използват в космологията за изпробване на предположения относно термодинамиката и развитието на Вселената. В течение на достатъчно дълго време случайните флуктуации биха могли да причинят спонтанно образуване на каквато и да е структура с произволна степен на сложност, включително работещ човешки мозък. В този мисловен експеримент Болцмановият мозък е напълно оформен мозък, пълен със спомени за цял човешки живот и възникващ от термодинамичното равновесие. Сценарият първоначално включва само един мозък с фалшиви спомени, но физикът Шон Каръл отбелязва, че цели човешки тела, дори цели светове и звездни системи е по-вероятно да са Болцманови тела в една вселена със случайни флуктуации.
Идеята е наречена на името на австрийския физик Лудвиг Болцман (1844 – 1906). През 1896 г. той публикува теория, чрез която се опитва да обясни защо Вселената е по-подредена, отколкото предсказва термодинамиката. Болцман предлага няколко обяснения. Едно от тях гласи, че след като Вселената рано или късно стигне до „топлинна смърт“ (състояние на термодинамично равновесие, в което ентропията е максимална и всякакви процеси са невъзможни), тя все някога ще претърпи спонтанна флуктуация към по-подредено състояние (с по-ниска ентропия), например Вселената, в която живеем. Тъй като малките флуктуации са по-вероятни от големите, то Болцмановият мозък (подреден мозък в хаотичен свят) е по-вероятен от една подредена вселена.
Болцмановият мозък придоби ново значение около 2002 г., когато някои космолози започнаха да се безпокоят, че в много теории за Вселената е по-вероятно човешките мозъци да възникнат от случайни флуктуации; това води до заключението, че хората може би грешат за спомените си и всъщност са Болцманови мозъци. Когато се приложат към по-новите теории за мултивселената, аргументите за Болцмановия мозък са част от нерешения проблем с измерването в космологията.

## „Болцманова вселена“
През 1896 г. математикът Ернст Цермело развива теория, че вторият закон на термодинамиката е по-скоро абсолютен, отколкото статистически. Цермело подкрепя теорията си, като подчертава, че теоремата на Поанкаре за рекурентност показва, че статистическата ентропия в затворена система трябва в крайна сметка да е периодична функция; ето защо вторият закон, според който ентропията винаги расте, едва ли е само статистическа закономерност. За да обори аргумента на Цермело, Болцман представя две теории. Първата теория (която сега се приема за правилна) гласи, че по неизвестна причина Вселената е започнала развитието си в нискоентропийно състояние. Втората теория, публикувана през 1896 г., но приписвана през 1895 г. на асистента на Болцман – Игнац Шуц, е сценарият за „Болцмановата вселена“. В този сценарий Вселената прекарва огромната част от вечността в безличното състояние на топлинна смърт ; обаче в течение на достатъчно еони накрая ще настъпи много рядка термична флуктуация, при която атомите отскачат един от друг точно по такъв начин, че да образуват подструктура, еквивалентна на цялата наша наблюдаема вселена. Болцман твърди, че докато по-голямата част от Вселената е безлична, хората не виждат тези региони, защото в тях няма разумен живот. За Болцман няма значение, че човечеството вижда единствено вътрешността на своята Болцманова вселена, тъй като това е единственото място, където има разумен живот. (Това може би е първото използване на антропния принцип в съвременната наука).
През 1931 г. астрономът Артър Едингтън подчертава, че тъй като голяма флуктуация е експоненциално по-малко вероятна от малка флуктуация, наблюдателите в Болцмановите вселени ще бъдат многократно по-малко от наблюдателите при по-малки флуктуации. Физикът Ричард Файнман публикува подобен контрааргумент в своите широко разпространени лекции по физика. През 2004 г. физиците доведоха разсъждението на Едингтън до логическия му завършек: най-многобройните наблюдатели в едно безкрайно време на термични флуктуации са минималните Болцманови мозъци, изскачащи в една хаотична вселена.

## Спонтанно образуване
Според една хипотеза, ако Вселената се намира в състояние на топлинна смърт, то след достатъчно дълго време всяка възможна структура (включително всеки възможен мозък) ще се образува чрез случайна флуктуация. Болцмановият мозък (или тяло, или свят) не трябва внезапно да флуктуира в съществуване, твърдят Антъни Агире, Шон М. Каръл и Матю С. Джонсън. По-скоро ще се формира последователност от по-малки флуктуации, които ще изглеждат като пътя на разпадане на мозъка, протичащ в обратна посока. Мисловните експерименти от този тип обикновено се съсредоточават върху структури като човешките мозъци, за които се предполага, че са самоосъзнаващи се наблюдатели. По-малките структури обаче, които минимално отговарят на критериите, са твърде много и експоненциално по-често срещани от големите структури; груба аналогия е как вероятността да се появи смислена дума, когато човек разклати кутия с разбъркани букви, е по-голяма от вероятността да се образува смислено изречение или абзац. Средната времева скала, необходима за формирането на Болцманов мозък, е значително по-голяма от настоящата възраст на Вселената. В съвременната физика Болцмановите мозъци могат да се образуват или чрез квантова флуктуация, или чрез термична флуктуация.

### Чрез квантова флуктуация
Според едно изчисление Болцмановият мозък би изглеждал като квантова флуктуация във вакуума след интервал от време от {\displaystyle 10^{10^{50}}} години. Тази флуктуация може да възникне дори в истинския вакуум на Минковски (плосък пространствено-времеви вакуум, в който няма вакуумна енергия). Квантовата механика в голяма степен предпочита по-малките флуктуации, които „заемат“ най-малко количество енергия от вакуума. Обикновено квантов Болцманов мозък би се появил внезапно от вакуума (успоредно с еквивалентно количество виртуална антиматерия), като остане само достатъчно дълго, колкото да има една съгласувана мисъл или наблюдение, и след това да изчезне във вакуума така внезапно, както се е появил. Такъв мозък е напълно самостоятелен и никога няма да може да излъчва енергия до безкрайност.

### Чрез нуклеация
Настоящите доказателства предполагат, че вакуумът, просмукващ се в наблюдаемата Вселена, не е пространство на Минковски, а по-скоро пространство на Де Ситер с положителна космологична константа.:с. 30 Във вакуум на Де Ситер (но не и във вакуум на Минковски), Болцманов мозък може да се образува чрез нуклеация на невиртуални частици, постепенно събрани случайно от излъчването на Хокинг, разпръсквано от ограничения космологичен хоризонт на пространството на Де Ситер. Една оценка за средното време, необходимо до нуклеация, е около {\displaystyle 10^{10^{69}}} години. Типичният нуклеиран Болцманов мозък, след като приключи дейността си, ще се охлади до абсолютната нула и в крайна сметка напълно ще се разпадне, както би направил всеки изолиран обект във вакуума на космоса. За разлика от случая с квантовата флуктуация, Болцмановият мозък ще излъчва енергия до безкрайност. При нуклеацията най-често срещаните флуктуации са възможно най-близки до термичното равновесие като цяло, като се имат предвид всякакви произволни критерии за обозначаване на дадена флуктуация като „Болцманов мозък“.
Теоретично Болцманов мозък може да се образува също така, макар и отново с малка вероятност, по всяко време на доминираната от материя ранна вселена.

## Съвременни реакции на проблема с Болцмановия мозък
Общото мнение сред космолозите е, че някои все още неразкрити грешки са загатнати от изненадващото изчисление, че Болцмановите мозъци трябва значително да надвишават броя на нормалните човешки мозъци. Шон Каръл заявява: „Ние не спорим, че Болцмановите мозъци съществуват – ние се опитваме да ги избегнем.“ Каръл заявява, че хипотезата за Болцмановия мозък води до „когнитивна нестабилност“. Тъй като, твърди той, би отнело повече време от сегашната възраст на Вселената, за да се формира мозък, и въпреки това той смята, че наблюдава, че съществува в по-млада вселена; това показва, че спомените и процесите на разсъждение биха били ненадеждни, ако наистина беше Болцманов мозък. Сет Лойд заявява: „Те се провалят на теста на Монти Пайтън : Спри! Това е твърде глупаво!" Журналист от New Scientist обобщава, че „Отправната точка за нашето разбиране на Вселената и нейното поведение е, че хората, а не безплътните мозъци са обичайните наблюдатели“.
Някои твърдят, че мозъците, родени чрез квантова флуктуация, и може би дори мозъците, родени чрез нуклеация във вакуума на Де Ситер, не се броят за наблюдатели. Квантовите флуктуации по-лесно могат да бъдат изключени, отколкото нуклеарните мозъци, тъй като за квантовите флуктуации по-лесно могат да бъдат зададени недвусмислени критерии (като например липсата им на взаимодействие с околната среда в безкрайност).
Каръл вярва, че по-доброто разбиране на проблема с измерването в квантовата механика би показало, че някои вакуумни състояния нямат динамична еволюция и не могат да поддържат нуклеирани мозъци, нито какъвто и да е друг вид наблюдател. Някои космолози вярват, че по-доброто разбиране на степените на свобода в квантовия вакуум на теорията на холографските струни може да реши проблема за Болцмановия мозък.
Браян Грийн заявява: „Уверен съм, че не съм Болцманов мозък. Ние обаче искаме нашите теории по подобен начин да заключат, че ние не сме Болцманови мозъци, но засега това се оказва изненадващо трудно за тях."

### В сценарии с една вселена
В една вселена на Де Ситер с космологична константа и започвайки от всеки ограничен пространствен отрязък, броят на „нормалните“ наблюдатели е определен и ограничен от топлинната смърт на Вселената. Ако Вселената съществува вечно, броят на нуклеираните Болцманови мозъци в повечето модели е безкраен; космолози като Алан Гуъ се притесняват, че така би изглеждало „безкрайно малко вероятно ние да сме нормални мозъци“. Едно възражение е, че ако Вселената е фалшив вакуум, който локално се разпада в антипространство на Де Ситер, свързано с пространството на Минковски или Голямото свиване за по-малко от 20 милиарда години, тогава безкрайната Болцманова нуклеация се избягва. (Ако средната скорост на разпадане на локален фалшив вакуум е над 20 милиарда години, нуклеацията на Болцмановия мозък все още е безкрайна, тъй като Вселената се увеличава по размер по-бързо, отколкото локалните вакуумни колапси унищожават частите на Вселената в бъдещите светлинни конуси на колапсите). Предложените хипотетични механизми за унищожаване на Вселената в рамките на този период от време варират от свръхтежки гравитино до по-тежък от наблюдавания топ кварк, предизвикващ „смърт от Хигс“.
Ако не съществува космологична константа и ако наблюдаваната понастоящем вакуумна енергия е от квинтесенция, която в крайна сметка напълно ще се разсее, тогава безкрайната Болцманова нуклеация също се избягва.

### При вечно раздуване
Един клас решения на проблема с Болцмановия мозък използва различни подходи към проблема с измерванията в космологията: в теориите за безкрайна множествена вселена съотношението между нормалните наблюдатели и Болцмановите мозъци зависи от това как се вземат границите на безкрайността. Измерванията може да бъдат избрани така, че да се избегнат сериозни части от Болцмановите мозъци. За разлика от случая с единичната вселена, предизвикателство при намирането на глобално решение за вечното раздуване е това, че трябва да се сумират всички възможни струнни пейзажи; при някои измервания наличието дори на малка част от вселените, пропити с Болцмановите мозъците, става причина измерването на мултивселената като цяло да бъде доминирано от Болцманови мозъци.
Проблемът с измерването в космологията също се бори със съотношението на нормалните наблюдатели спрямо необичайно ранните наблюдатели. При измервания като например измерването на правилното време, които страдат от изключителен проблем с „младостта“, типичният наблюдател е „Болцманово бебе“, образувано от редки флуктуации в изключително гореща, ранна вселена.

## Определяне дали човек е Болцманов наблюдател
В сценариите на Болцманов мозък съотношението между Болцмановите мозъци и „нормалните наблюдатели“ е астрономическо. Почти всяка съответна подгрупа Болцманови мозъци, като например „мозъци, вградени във функциониращи тела“, „наблюдатели, които вярват, че възприемат 3 K микровълново фоново лъчение през телескопи“, „наблюдатели, които имат спомен за съгласувани преживявания“, или „наблюдатели, които имат същата поредица от преживявания като мен", също в огромна степен превъзхождат „нормалните наблюдатели“. Следователно при повечето модели на съзнание не е ясно дали човек може надеждно да заключи, че самият той не е такъв „Болцманов наблюдател“ в случай, когато Болцмановите мозъци доминират във Вселената. Дори при моделите на съзнанието тип „ екстернализъм на съдържанието “ Болцмановите наблюдатели, живеещи в последователна флуктуация с размера на Земята през последните няколко години, надвишават по брой „нормалните наблюдатели“, размножили се преди „топлинната смърт“ на Вселената.
Както беше посочено по-рано, повечето Болцманови мозъци имат „ненормални“ преживявания; Файнман посочва, че ако човек знае, че е типичен Болцманов мозък, не очаква „нормалните“ наблюдения да продължат за в бъдеще. С други думи, в една доминирана от Болцман Вселена повечето Болцманови мозъци имат „ненормални“ преживявания, но повечето наблюдатели само с „нормални“ преживявания са Болцманови мозъци поради съкрушителната необятност на популацията от Болцманови мозъци в такава Вселена.